# Kubanit
Kubanit – bardzo rzadki minerał z gromady siarczków. Nazwa pochodzi od Kuby, gdzie minerał ten występuje. 

## Charakterystyka
Tworzy kryształy tabliczkowe, igiełkowe i słupowe (podłużnie prążkowane). Najczęściej spotykany jest natomiast w skupieniach zbitych, ziarnistych bądź jako impregnacje. Kryształy są najczęściej żółte z brązowym odcieniem lub kremowoszare. Jest silnie magnetyczny, kruchy, nieprzezroczysty z metalicznym połyskiem, nierozpoznawalną łupliwością i muszlowym przełamem. 

## Występowanie
Spotykany bywa w pegmatytach, utworach pneumatolitycznych i hydrotermalnych. Stanowi też składnik niektórych skał metamorficznych np. grejzenów ukształtowanych w warunkach kontaktowej metasomatozy. Towarzyszą mu najczęściej chalkopiryt, pirotyn, sfalerytem, kalcyt, kwarc, piryt, dolomit, pentlandyt i syderyt. Bardzo rzadki. Niewielkie okazy występują w Morro Velho w Brazylii, Harzu w Niemczech, Sudbury w Kanadzie, USA (Prince William Sound na Alasce) i na Kubie. W Polsce stwierdzony w śladowych ilościach, niewidocznych gołym okiem, na Dolnym Śląsku w pegmatytach Zbójeckich Skał w Szklarskiej Porębie Dolnej, w żyłach kruszcowych w Radzimowicach w Górach Kaczawskich, w żyłach kalcytowych wśród serpetynitów w Tąpadłach koło Sobótki i utworach hydrotermalnych koło Strzelina.